# مسجد الأمير أزبك اليوسفي
مسجد الأمير أزبك اليوسفي يقع في حارة أزبك المواجهة للمتنزه الواقع لصق الزيادة البحرية لجامع أحمد بن طولون أنشأه في سنة 900 هجرية (1495م )، الأمير أزبك اليوسفي الذي كان من أكبر أمراء دولة المماليك الشركس ومن أعظم قادتها ومن البارزين في عصر السلطان قايتباي، وقد تقلب في عدة وظائف كبيرة حتى أصبح في عهد الملك الناصر محمد بن السلطان قايتباي مشيرًا للمملكة.

## وصفه
له وجهتان إحداهما بحرية والثانية شرقية، وفي الأولى المدخل وبالطرف الغربي منها حوض لسقي الدواب وبقايا أبنية أخرى، وبالطرف الشرقي سبيل يعلوه كتاب، وتقوم إلى جانب المدخل منارة لا تختلف كثيرًا عن المنارات التي شيدت في أواخر القرن التاسع الهجري ( أواخر الخامس عشر الميلادي) .